# Orquesta de Córdoba
La Orquesta de Córdoba es una orquesta sinfónica que tiene su sede en la ciudad de Córdoba (España). Celebra sus conciertos de temporada en el Gran Teatro de Córdoba. Fue fundada por el consorcio creado en 1992 entre la Junta de Andalucía y el Ayuntamiento de Córdoba. 
Su primer director titular y principal impulsor fue el guitarrista y compositor cubano Leo Brouwer que se mantuvo en el cargo desde la creación de la Orquesta hasta 2001, año en que fue nombrado director emérito de la formación, siendo sustituido por la directora canaria Gloria Isabel Ramos Triano, que se convertía en la primera mujer directora titular de una orquesta española. De 2005 a 2012 el director titular fue el venezolano Manuel Hernández Silva, a quien siguió en el cargo el maestro Lorenzo Ramos 2012–2017 hasta la llegada en 2018 de Carlos Domínguez-Nieto.
La Orquesta de Córdoba participa habitualmente en programas pedagógicos, y anualmente en el Festival de la Guitarra de Córdoba, y en el Concurso Internacional de Piano "Premio Jaén". Ha realizado giras por España y Grecia, y en 2008 por la República Checa y Austria, tocando en el célebre Musikverein de Viena.